# Beynac
Beynac este o comună în departamentul Haute-Vienne din centrul Franței. În 2009 avea o populație de 617 de locuitori.

## Evoluția populației
| An        | 1975 | 1982 | 1990 | 1999 | 2006 | 2009 |
| --------- | ---- | ---- | ---- | ---- | ---- | ---- |
| Populație | 349  | 386  | 467  | 478  | 604  | 617  |